# Mansión de Purila
La Mansión de Purila (Estonio: Purila mõis) es, como su nombre indica, una mansión situada en la localidad estonia de Purila, actualmente en el municipio de Rapla, en el condado homónimo. La construcción es mencionada por primera vez en 1513. Fue reconstruida en 1810. Hasta el siglo XX fue usada por la aristocracia estonia, como Friedrich Gustav von Helffreichi. A partir del siglo XX se usó para fines educativos. Tras la Segunda Guerra Mundial fue usada por el Ejército estonio; entre 1953 y 1957 fue ocupada por el VIII Cuerpo de Rifle de Estonia.